# 속초 나들목
속초 나들목(Sokcho IC)은 강원특별자치도 속초시 노학동에 설치된 동해고속도로의 42번 교차로이자 동해고속도로의 종점이다. 국가지원지방도 제56호선을 통해 속초시내 및 고성군 토성면 등지로 진출할 수 있으며, 인근에 한화리조트, 미시령이 있다. 2016년 11월 24일에 개통되었다.

## 연혁
- 2007년 11월 2일 : 나들목 신설을 위해 속초 도시계획구역 교통광장에 속초시 노학동 일원을 속초 나들목으로 고시[1]
- 2009년 8월 26일 : 주문진 ~ 속초(설악 ~ 속초) 구간 신설로 인해 속초 도시계획구역 교통광장 면적 변경[2]
- 2016년 11월 24일 : 동해고속도로 양양 ~ 속초 구간 개통과 함께 영업 개시[3]

## 구조물 정보
- 위치: 강원특별자치도 속초시 노학동
- 영업소: 강원특별자치도 속초시 미시령로 2864 (노학동)

## 접속하는 도로
- 국가지원지방도 제56호선 (미시령로)

## 교통량 정보
| 요금소        | 통행량 (대/일) | 통행량 (대/일) | 통행량 (대/일) | 통행량 (대/일) | 각주  |
| 요금소        | 2016년         | 2017년         | 2018년         | 2019년         | 각주  |
| ------------- | -------------- | -------------- | -------------- | -------------- | ----- |
| 속초 (폐쇄식) | 2,382          | 4,342          | 5,324          | 5,624          | [ 4 ] |